# 山本一歩
山本 一歩（やまもと いっぽ、1953年11月28日 -  ）は俳人。俳誌「谺」主宰、横浜俳話会顧問。

## 経歴
岩手県稗貫郡大迫町（現在の花巻市）生まれ。小林康治に師事。1980年、「林」創刊に参加。1993年、「谺」創刊。1996年、作品「指」50句により角川俳句賞受賞。

## 著書
- 『一葉』（牧羊社、1988年）
- 『耳ふたつ』（谺発行所、1998年） - 第23回俳人協会新人賞受賞
- 『一楽』（文學の森、2006年）
- 『神楽面』（文學の森、2011年）
- 『谺』（本阿弥書店、2017年）
- 『春の山』（本阿弥書店、2022年）